# Autorruta Concepción-Tomé
La Autovía Concepción-Tomé es la denominación de la Autovía Chilena, que recorre la Región del Bíobío, en el Sur de Chile, desde Concepción hasta Tomé.

## Autovía Concepción-Tomé

### Sectores en Autovía
- Concepción·Tomé 30 km de doble calzada.
- Cuesta Bellavista 1 km de calzada simple.
- Variante Cuesta Caracoles 4 km de calzada simple.
- By Pass Penco 3 km de calzada simple.

### Enlaces
- kilómetro 7 Penco·Autopista del Itata·Autopista Interportuaria.
- Ruta Tomé-Vegas de Itata

- Datos: Q5712857